# Pataki István (tanár)
Pataki István (Sárospatak, 1640 – Kolozsvár, 1693. január 2.) református főiskolai tanár.

## Élete
Tanulmányait szülővárosában végezte, ahol azután főiskolai köztanító volt; később Bánffy Dénes kiküldte külföldre, így 1663. október 31-étől a franekeri, 1665. augusztus 11-étől a leideni, 1671-ben az utrechti egyetemen tanult. Hazatérve, Bánffy Dénes udvari lelkésze volt, majd 1678. március 6-án elfoglalta tanszékét kolozsvári református főiskolában, ahol húsz évig működött mint bölcseleti, 1685-től mint teológiai tanár. 1688-től 1692-ig a későbbi fejedelem, II. Apafi Mihály nevelője volt és a fejedelem kegyét haláláig élvezte. Vádat emeltek ellene a coccejanus bölcselet követése miatt, de Bánffy Dénes közbenjárására 1673-ban a radnóti zsinat fölmentette. Bethlen Miklós szerint a Wesselényi-összeesküvés titkaiba legalább részben, be volt avatva. Bánffy Dénes mellett – lelkészként – ő volt utolsó óráiban (1674-ben Bethlen várában) és kísérte utolsó útjára, a vérpadra.

## Művei
- Disputatio Philosophica De Libertate Voluntatis: Quam Sub Praesidio Clar. ac Doct. Dn. Johannis Greydani… Publicae discussioni exponit… 1664. Franekerae.
- Disputatio Theologica De Adventu Christi. Qvam, Favente Deo Opt. Max Svb Praesidio Clar., Doct. Viri D. Johannis Hoornbeck,… Publice ventilandam proponit… Lvgdvni Batavorum, 1866.
- Disputatio Physico-Mathematica De Solis in Apogaeo, distat a Terra magis, calore intenso, & in Perigaeo, cum eidem propinquior est, valde remisso. Qvam, Favente Deo T. O. M. Sub Praesidio Clar., Doct. Viri D. Johannis de Raei… Publice ventilandam proponit. Uo. 1666.
- Oratio Funeris, In Exequiis Rev. ac Clar. Viri Petri Kovasznai Episcopi ecclesiarum Reformatarum Transylvaniae, in Comitatu Kolos ac Tractu Kalotaszeg… Declamata a… Claudiopoli, 1674. (Portsalmi András halotti beszédével együtt).
- Ez Világnak Dolgainak Igazgatasanak Mestersege; Mellyet Szaz Jeles Regulak, És azoknak minden ez életbéli alkalmatosságokra hathatós ki-terjesztése által a Deáki nyelvnek nagy ékességével adott-ki nem régen egy Austriai Németh Grof Ur. és azon formában Magyarrá fordította S. Pataki István, A Kolosvári Reformátum Collegiumnak edgyik Tanító Mestere. Uo. 1681.